# Lucy (Seine-Maritime)
Lucy ist eine französische Gemeinde mit 181 Einwohnern (Stand: 1. Januar 2022) im Département Seine-Maritime in der Region Normandie. Sie gehört zum Arrondissement Dieppe und zum Kanton Neufchâtel-en-Bray. Die Einwohner werden Lucyais und Lucyaises genannt.

## Geographie
Lucy liegt östlich des Zentrums des Départements, etwa 45,5 Kilometer nordöstlich von Rouen und etwa 31 Kilometer südöstlich von Dieppe. Umgeben wird Lucy von den Nachbargemeinden Baillolet im Nordwesten und Norden, Clais im Norden und Nordosten, Fesques im Nordosten und Osten, Ménonval im Osten und Südosten, Neufchâtel-en-Bray im Süden, Saint-Martin-l’Hortier im Südwesten sowie Mesnières-en-Bray im Westen und Südwesten.

## Bevölkerungsentwicklung

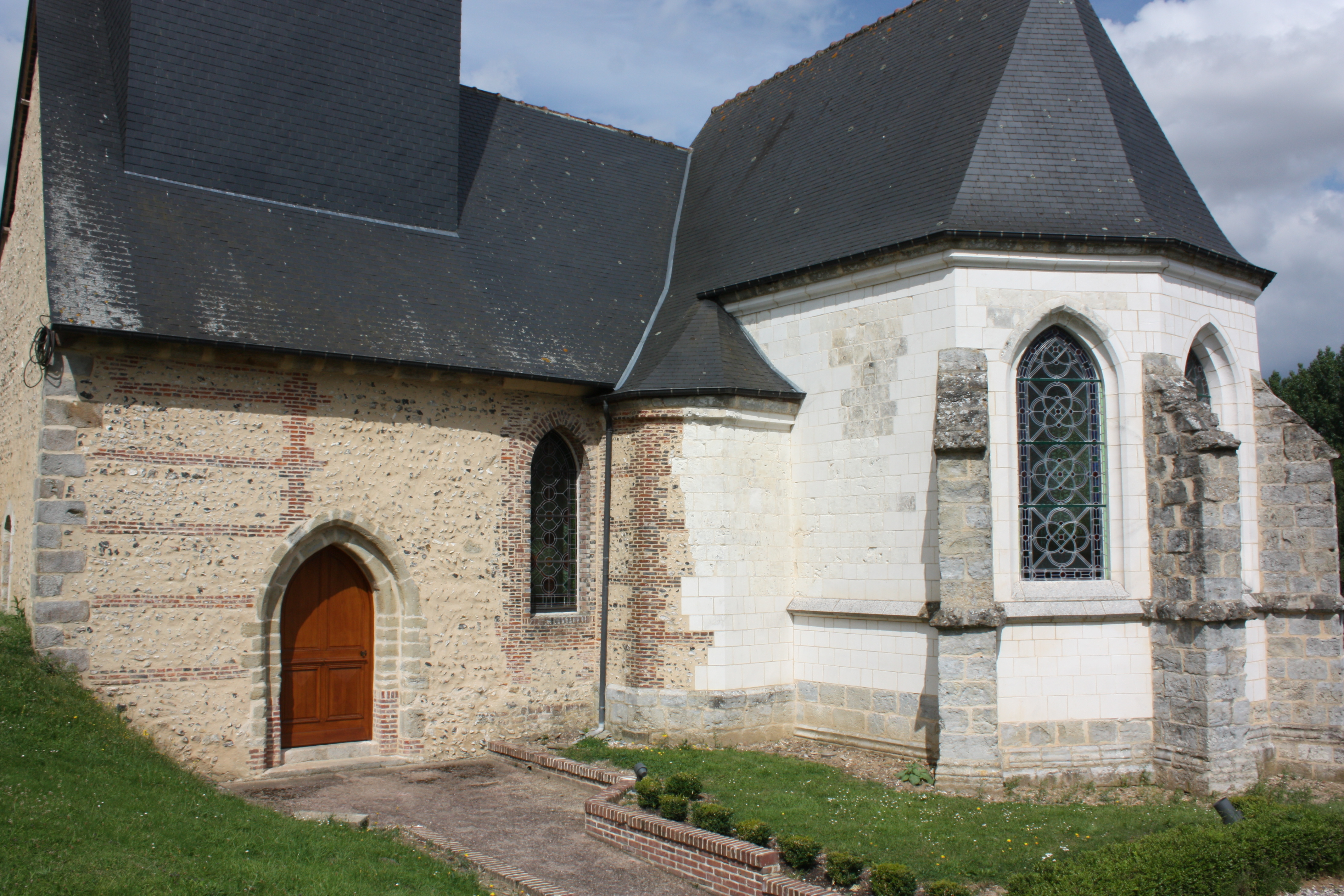
Kirche Notre-Dame

| Jahr                       | 1962 | 1968 | 1975 | 1982 | 1990 | 1999 | 2006 | 2013 | 2020 |
| Einwohner                  | 308  | 303  | 247  | 219  | 179  | 144  | 165  | 168  | 191  |
| Quellen: Cassini und INSEE |      |      |      |      |      |      |      |      |      |

## Sehenswürdigkeiten
- Kirche Notre-Dame aus dem 18. Jahrhundert
- Kapelle aus dem 16. Jahrhundert